# Faruk Ahmad Khan Leghari
Faruk Ahmad Khan Leghari (urdă: فاروق احمد خان لغاری‎‎) (n. * 29 mai 1940; d. 20 octombrie 2010) ) a fost un politician pakistanez. Faruk Leghari a fost între anii 1993 - 1997 președintele statului Pakistan, el a fost membru în partidul Benazir Bhuttos Pakistan Peoples Party (PPP). În timpul perioadei președinției sale s-a îndepăartat treptat de partidul PPP. Faruk Ahmad a întemeiat în anul 2002 Partidul Alianței Naționale. El l-a sprijint candidatura ca președinte a lui Pervez Musharra.